# عمر توماس
عمر توماس (انگلیسی: Omar Thomas؛ زادهٔ ۲۷ فوریهٔ ۱۹۸۲) بازیکن بسکتبال اهل ایالات متحده آمریکا است.
از باشگاه‌هایی که در آن بازی کرده‌است می‌توان به باشگاه بسکتبال ستاره سرخ بلگراد، آستین توروس، و الان بیرنایس اشاره کرد.